# Mimetus audax
Mimetus audax är en spindelart som beskrevs av Hickman 1929. Mimetus audax ingår i släktet Mimetus och familjen kaparspindlar.
Artens utbredningsområde är Tasmanien. Inga underarter finns listade i Catalogue of Life.